# That's Entertainment!
That's Entertainment! é um documentário estadunidense de 1974, dirigido por Jack Haley, Jr. Coletânea de trechos de filmes musicais com narração e depoimentos dos antigos astros, em comemoração aos 50 anos da Metro-Goldwyn-Mayer.
O filme é dividido em diversas partes por uma sucessão de estrelas lendárias do estúdio: Frank Sinatra, Gene Kelly, Fred Astaire, Peter Lawford, Donald O'Connor, Debbie Reynolds, Mickey Rooney, Bing Crosby, James Stewart, Elizabeth Taylor e Liza Minnelli (representando sua mãe falecida, Judy Garland).